# 히가시비와지마역
히가시비와지마역(일본어: 東枇杷島駅)은 일본 아이치현 나고야시 니시구에 위치한 나고야 철도 나고야 본선의 역이다. 역 번호는 NH38이다.

## 개요
보통 열차만 정차역이지만 본 역 북쪽 승강 설비가 없는 비와지마 분기점에서 나고야 본선과 이누야마 선이 분기 및 합류하여 이용자에게 있어서는 본선과 이누야마 선의 환승 역의 하나이다. 보통은 관리 시스템에 의한 무인역이 되지만 평일 7:30 ~ 9:30의 시간에만 역무원이 배치되고 이 시간대는 정기권 등도 살 수 있다. 2009년 12월 1일부터 주말에만 종일 간이역을 하다가 2016년 7월 16일부터 평일에도 종일 무인역이 되었다.
2009년 4월, 플랫폼 제방의 증축 및 엘리베이터를 설치하는 등의 배리어 프리화 공사 완료, 터널 통로 조명도 교환되었다.

## 역 구조
상대식 승강장 2면 2선의 고가역이다. 승강장 유효 길이는 6량 편성분으로 8량 편성의 전철은 뒤 2량의 문은 마감 처리된다. 역의 전후로는 S글자 모양으로 급커브되고 있어 통과 열차의 속도는 50km/h 정도이다. 플랫폼 위 지붕의 핵심은 나무 기둥의 밝은 빛으로 재도장되었다.

### 승강장
| 서측 | 하행 | ■ 나고야 본선        | 스카구치・이치노미야・기후 방면               |
| 서측 | 하행 | ■ 쓰시마선           | 사야・야토미 방면                             |
| 서측 | 하행 | ■ 이누야마선         | 이와쿠라・이누야마・신카니 방면               |
| 동측 | 상행 | ■ 나고야 본선        | 나고야・히가시오카자키・도요하시・니시오 방면 |
| 동측 | 상행 | ■ 도코나메선・공항선 | 오타가와・주부코쿠사이쿠코 방면               |
| 동측 | 상행 | ■ 고와선             | 지타한다・고와 방면                           |

## 이용 현황
| 연도 | 1일 평균 승차 인원 |
| ---- | ------------------ |
| 2000 | 2,821              |
| 2001 | 2,762              |
| 2002 | 2,706              |
| 2003 | 2,800              |
| 2004 | 2,621              |
| 2005 | 2,659              |
| 2006 | 2,534              |
| 2007 | 2,633              |
| 2008 | 2,724              |
| 2009 | 2,763              |
| 2010 | 2,791              |
| 2011 | 2,834              |
| 2012 | 2,871              |
| 2013 | 2,959              |
| 2014 | 2,921              |
| 2015 | 3,010              |

## 역 주변
- 나고야 히가시비와지마 우체국
- 메이조 대학 부속 고등학교
- 나고야 시립 비와지마 초등학교
- 비와지마 스포츠 센터
- 세이온지
- 아이치 현도 67호 나고야소부에 선
- 아이치 현도 190호 나고야이치노미야 선

## 역사
- 1910년 5월 6일: 비와지마 선 총병위 강 정류소로 영업 개시.
- 1912년 3월 29일: 이치노미야 선 히가시비와지마역으로 본격 개업.
- 1941년 8월 12일: 동서 연결선의 개통으로 이전. 신 노선이 됨.
- 2011년 2월 11일: IC카드 승차권 "manaca" 공용 개시.
- 2012년 2월 29일: 트랜 패스 공용 종료.

## 인접역
| 나고야 철도 ■ 나고야 본선 | 나고야 철도 ■ 나고야 본선 | 나고야 철도 ■ 나고야 본선           |
| ------------------------- | ------------------------- | ----------------------------------- |
| NH37 사코 도요하시 방면   |                           | 니시비와지마 NH39 메이테쓰기후 방면 |